# 19H30 Sport
19h30 Sport est une émission française sportive diffusée du 22 août 2016 au 28 mai 2018 à 19h30 en direct sur Canal+ Sport.
En 2016-2017, l'émission est présentée par Astrid Bard et Ludovic Deroin du lundi au jeudi et par Marie Portolano le vendredi. En 2017-2018, l'émission n'est plus diffusée que le lundi et présentée par Karim Bennani.

## Concept
L'émission remplace Les Spécialistes, diffusés quotidienne sous différentes déclinaisons de 2008 à 2016.
Entourés des journalistes et consultants sportifs de Canal+, Astrid Bard  et Ludovic Deroin présentent l’actualité du sport en France et à l’international. Le vendredi, l'émission est présentée par Marie Portolano et consacrée à l'actualité du football, avant le coup d'envoi du premier match de Ligue 1 du week-end.
À partir du 6 mars 2017, les émissions du lundi et du vendredi sont entièrement consacrées au football et renommées en 19h30 Foot.
En 2017, l'émission voit son format modifié. Elle n'est plus diffusée quotidiennement mais seulement le lundi, sous le nom de 19h30 Sport, et présentée par Karim Bennani accompagné d'Hervé Mathoux et des consultants football de la chaîne.
L'émission n'est pas renouvelée pour la saison 2018-2019.